# Liste des épisodes de Newport Beach
 (juillet 2020).
Motif : Mise en forme des titres français à revoir (italique + majuscules)
Cette page recense la liste des épisodes de la série télévisée Newport Beach.

## Première saison (2003-2004)
1. Le Bad Boy (Pilot)
2. Étincelles (The Model Home)
3. Viva Las Vegas (The Gamble)
4. Le bal des débutantes (The Debut)
5. L'intrus (The Outsider)
6. La nouvelle copine (The Girlfriend)
7. Virée au Mexique (The Escape)
8. Situation de crise (The Rescue)
9. Vertige de l'amour (The Heights)
10. Le couple parfait (The Perfect Couple)
11. Retour à Chino (The Homecoming)
12. Secret (The Secret)
13. C'est la fête (The Best Chrismukkah Ever)
14. 3, 2, 1... Bonne année ! (The Countdown)
15. Sur la touche (The Third Wheel)
16. Ménage à trois (The Links)
17. Rivalité (The Rivals)
18. La vérité (The Truth)
19. Vive la Saint Valentin (The Heartbreak)
20. Comme dans une télénovela (The Telenovela)
21. Adieu les filles (The Goodbye Girl)
22. Soirée à Hollywood (The L.A.)
23. Nana (The Nana)
24. La demande en mariage (The Proposal)
25. L'invité surprise (The Shower)
26. Strip-tease (The Strip)
27. Le mariage (The Ties That Bind)

## Deuxième saison (2004-2005)
1. Distances (The Distance)
2. Retour à la case départ (The Way We Were)
3. Les nouveaux (The New Kids on the Block)
4. Rencards en groupe (The New Era)
5. La soirée givrée (The SnO.C.)
6. Le miracle de Noelukkah (The Chrismukkah That Almost Wasn't)
7. Famille recomposée (The Family Ties)
8. Chansons d'amour (The Power of Love')
9. Les ex (The Ex-Factor)
10. Les complices (The Accomplice)
11. Une seconde chance (The Second Chance)
12. Le club des cœurs solitaires (The Lonely Hearts Club)
13. Le test de paternité (The Father Knows Best)
14. Femme un jour de pluie (The Rainy Day Women)
15. Les quatre fantastiques (The Mallpisode)
16. Feu de joie (The Blaze of Glory)
17. Les frères Atwood (The Brothers Grim)
18. La pseudo vente de charité (The Risky Business)
19. La fête est finie (The Rager)
20. Les dessous d'Orange County (The O.C. Confidential)
21. Le retour de Nana (The Return of The Nana)
22. Descente en enfer (The Showdown)
23. Le bal aquatique (The O.Sea)
24. Les gens qu'on aime (The Dearly Beloved)

## Troisième saison (2005-2006)
1. Après le tir (The Aftermath)
2. L'année de tous les dangers (The Shape of Things to Come)
3. Une de perdue, une de retrouvée (The End of Innocence)
4. Revers de fortune (The Last Waltz)
5. L'appel du large (The Perfect Storm)
6. Les grandes vagues (The Swells)
7. Cherche bagarre désespérément (The Anger Management)
8. En route vers l'université (The Game Plan)
9. Summer, petit génie (The Disconnect)
10. Sapin de noël, kippah et mitzah (The Chrismukkah Bar Mitz-vahkkah)
11. Il faut sauver le soldat Marissa (The Safe Harbor)
12. Les sœurs Cooper (The Sister Act)
13. Miss embrouilles (The Pot Stirrer)
14. La chute (The Cliffhanger)
15. Les conversations gênantes (The Heavy Lifting)
16. Sur la route (The Road Warrior)
17. Bienvenue dans l'âge adulte (The Journey)
18. Mauvaise influence (The Undertow)
19. Déclaration de guerre (The Secrets and Lies)
20. Des résultats inattendus (The Day After Tomorrow)
21. Tout sauf ma mère (The Dawn Patrol)
22. L'amour rend stupide (The College Try)
23. Le barbecue coréen (The Party Favor)
24. L'homme de l'année (The Man of the Year)
25. La remise des diplômes (The Graduates)

## Quatrième saison (2006-2007)
1. Défouloirs (The Avengers)
2. Les gringos (The Gringos)
3. La dinde froide (The Cold Turkey)
4. La métamorphose (The Metamorphosis)
5. Le beau au bois dormant (The Sleeping Beauty)
6. Menottes aux poings (The Summer Bummer)
7. Un univers parallèle (The Chrismukk-huh?)
8. Les terriennes sont des filles faciles (The Earth Girls Are Easy)
9. Les deux papas (The My Two Dads)
10. La saison des pêches (The French Connection)
11. La loutre de mes rêves (The Dream Lover)
12. Le jour de la marmotte (The Groundhog Day)
13. L'équipe Bullit contre l'équipe Frank (The Case of the Franks)
14. Tremblement de terre (The Shake Up)
15. Une nuit agitée (The Night Moves)
16. Adieu Newport (The End Is Not Near, It's Here)